# Joachim Michael Marzinkowski
Joachim Michael Marzinkowski (* 25. Februar 1949 in Grevenbroich) ist ein deutscher Chemiker. Er war Professor für Textil- und Umweltchemie an der Bergischen Universität Wuppertal und dort Leiter des Fachgebiets Sicherheitstechnik/Umweltchemie.

## Beruflicher Werdegang
Sein Studium der Textilchemie und Textilveredlung schloss Marzinkowski 1972 als Ing. grad. ab. Später studierte er Chemie mit dem Schwerpunkt Makromolekulare und Textilchemie. Dieses Studium schloss er 1978 als Diplom-Chemiker ab. 1980 wurde er an der TH Aachen mit einem Beitrag zur Topochemie oxidativer Veredlungsverfahren an Wolle zum Dr. rer. nat. promoviert.
Von 1980 bis 1991 war Marzinkowski Gruppen- und Laborleiter in der mittelständischen chemischen und Textilindustrie im Bereich der Produkt- und Verfahrensentwicklung, insbesondere zur Untersuchung und Entwicklung von Methoden zur Prozessverbesserung (Prozessbeherrschung) und Maßnahmen zum integrierten Umweltschutz. Von 1991 bis 1994 arbeitete er als Professor an der Hochschule Niederrhein, Mönchengladbach in den Fächern Chemie und Umweltschutz. Ab 1991 betreute er verschiedene Projekte zur Einführung von Maßnahmen zum integrierten Umweltschutz in der mittelständischen Textil-, Papier- und Recyclingindustrie, der Tankinnenreinigung und der Pilzsubstratherstellung, Vorbereitung und Durchführung von Genehmigungsverfahren nach BImSchV, Erstellung von Emissionsprognosen und betrieblichen Konzepten zur Wasser- und Abwasserwirtschaft, Untersuchungen zum Einsatz von Membranverfahren und der oxidativen Abwasserbehandlung. Ab 1994 war er Professor an der Bergischen Universität Wuppertal in den Fächern Textilchemie (bis 2000) und Sicherheitstechnik/Umweltchemie (seit 2000). Im August 2014 trat er in den Ruhestand ein.
Sein Forschungsschwerpunkt ist der Prozessintegrierte Umweltschutz im Zusammenhang mit Qualitäts- und Kostengesichtspunkten.